# 건플레이
건플레이 (Gunplay, 본명: Richard Morales Jr., 1979년 7월 18일 ~ )는 미국의 힙합 가수이다.